# Thomas Stamm-Kuhlmann
Thomas Stamm-Kuhlmann (né le 31 mai 1953 à Solingen) est un historien allemand, professeur d'université et homme politique local (SPD).

## Biographie
Stamm-Kuhlmann passe son Abitur en 1971 au lycée Görres de Düsseldorf (de). Après un semestre en biologie à l'Université de Düsseldorf, il étudie ensuite la philosophie, l'histoire, l'allemand et l'histoire ancienne à l'Université de Bonn et au collège de Kalamazoo, Michigan. Après son examen d'État, il obtient son doctorat à Bonn en 1980. Sa thèse, financée par la Fondation Friedrich-Ebert, a pour thème "Zwischen Staat und Selbstverwaltung. Die deutsche Forschung im Wiederaufbau. 1945–1965".
De 1980 à 1992, il travaille comme assistant universitaire et senior au département d'histoire de l'Université de Kiel avec Michael Salewski (de). Il y fait son habilitation en 1987 avec la thèse « König in Preußens großer Zeit. Friedrich Wilhelm III., der Melancholiker auf dem Thron » , publiée en 1992. Dans ce travail financé par la Fondation allemande pour la recherche, Stamm-Kuhlmann examine l'interaction entre le personnage et la société à une époque où la monarchie était en danger.
En 1990, Stamm-Kuhlmann reprend une chaire à l'Institut (aujourd'hui) d'études scientifiques de Bielefeld, de 1992 à 1995, il est professeur à l'Institut d'histoire moderne de l'Université Louis-et-Maximilien de Munich. En 1996, il est suppléant de la chaire d'histoire générale moderne à l'Institut historique de l'Université de Greifswald. De 1997 jusqu'à sa retraite le 31 mars 2019, il occupe cette chaire en tant que professeur titulaire. De 2014 à 2018, Thomas Stamm-Kuhlmann est doyen de la faculté de philosophie de l'université de Greifswald.
De 2002 à 2022, il est membre de la Commission historique de Poméranie et de 2006 à 2021 membre du conseil d'administration de la Société Ranke (de) (depuis 2009, Stamm-Kuhlmann est co-éditeur des Historischen Mitteilungen der Ranke-Gesellschaft, qui sont publiées une fois par an par Franz Steiner Verlag à Stuttgart). En 2008, Stamm-Kuhlmann est l'un des membres fondateurs du Département d'éthique, de théorie et d'histoire des sciences de la vie à la Faculté de médecine de l'Université de Greifswald. Depuis 2009, il est président du groupe de travail sur l'histoire de la Prusse (de).
De 1985 à 2010, Stamm-Kuhlmann est chargé de cours de liaison et membre du comité de sélection des bourses d'études à la Fondation Friedrich-Ebert. De 1993 à 1995, il est membre du conseil consultatif pour le développement du Musée allemand de Bonn (de). Pour les périodes 2003-2006 et à partir de 2015, il est nommé au conseil consultatif scientifique du Musée des techniques de Peenemünde, depuis 2011, il est membre du conseil consultatif du Musée régional de Poméranie à Greifswald. De 2006 à 2016, Stamm-Kuhlmann est membre du jury du prix Kurt-von-Fritz pour jeunes scientifiques, décerné par la Fondation Friedrich-Ebert.
Ses principaux domaines de recherche comprennent l'histoire de la Prusse et l'histoire des sciences. Stamm-Kuhlmann mène notamment plusieurs recherches et publie des articles sur Frédéric-Guillaume III et le chancelier d'État prussien Karl August von Hardenberg. Il bénéficie notamment d'une bourse de la Fondation Volkswagen.
Dans une interview accordée à la chaîne de télévision 3sat en novembre 2013, Stamm-Kuhlmann compare les activités de surveillance de la NSA américaine à la police secrète du XIXe siècle et souligne qu'à cette époque on pouvait échapper à la surveillance par l'émigration, alors qu'aujourd'hui la portée mondiale de la NSA anticipe l'état mondial.
Stamm-Kuhlmann est membre du SPD. Il est élu le 26 mai 2019 pour le SPD au sein de l'assemblée citoyenne de la ville de Greifswald, où il est membre titulaire de la commission de l'économie, du tourisme et de la numérisation. Depuis le 24 novembre 2021, il est président de la commission de l'éducation, de la culture, de l'université, des relations internationales et des sciences . Il est également vice-président du SPD à Greifswald.

## Travaux
monographies
- Die Hohenzollern. Siedler, Berlin 1995,  (ISBN 3-88680-485-2).
- König in Preußens großer Zeit. Friedrich Wilhelm III., der Melancholiker auf dem Thron. Siedler, Berlin 1992,  (ISBN 3-88680-327-9).
- Zwischen Staat und Selbstverwaltung. Die deutsche Forschung im Wiederaufbau. 1945–1965. Verlag Wissenschaft u. Politik, Köln 1981,  (ISBN 3-8046-8597-8) (Zugleich: Bonn, Univ., Diss., 1980).

éditions
- Karl August von Hardenberg. 1750–1822. Tagebücher und autobiographische Aufzeichnungen (= Deutsche Geschichtsquellen des 19. und 20. Jahrhunderts. Bd. 59). Boldt im Oldenbourg-Verlag, München 1999,  (ISBN 3-486-56277-0).

rédactions
- November 1918. Revolution an der Ostsee und im Reich (= Veröffentlichungen der Historischen Kommission für Pommern, V/53), Böhlau, Köln u. a. 2020,  (ISBN 978-3-412-51603-1).
- Auf dem Weg in den Verfassungsstaat. Preußen und Österreich im Vergleich, 1740–1947 (= Quellen und Forschungen zur Brandenburgischen und Preußischen Geschichte. Bd. 48). Duncker & Humblot, Berlin 2018,  (ISBN 978-3-428-15346-6).
- mit Birgit Aschmann: 1813 im europäischen Kontext (= Historische Mitteilungen der Ranke-Gesellschaft. Beiheft 89). Steiner, Stuttgart 2015,  (ISBN 978-3-515-11042-6).
- mit Niels Hegewisch und Karl-Heinz Spieß (de): Geschichtswissenschaft in Greifswald. Festschrift zum 150jährigen Bestehen des Historischen Instituts der Universität Greifswald (= Beiträge zur Geschichte der Universität Greifswald. Bd. 11). Steiner, Stuttgart 2015,  (ISBN 978-3-515-10946-8).
- mit Mariacarla Gadebusch Bondio: Wissen und Gewissen. Historische Untersuchungen zu den Zielen von Wissenschaft und Technik (= Geschichte, Forschung und Wissenschaft. Bd. 30). Lit, Berlin u. a. 2009,  (ISBN 978-3-8258-1649-0).
- Pommern im 19. Jahrhundert. Staatliche und gesellschaftliche Entwicklung in vergleichender Perspektive (= Veröffentlichungen der Historischen Kommission für Pommern. Bd. 5 = Forschungen zur Pommerschen Geschichte. Bd. 43). Böhlau, Köln u. a. 2007,  (ISBN 978-3-412-22806-4).
- mit Reinhard Wolf: Raketenrüstung und internationale Sicherheit von 1942 bis heute (= Historische Mitteilungen der Ranke-Gesellschaft. Beiheft 56). Beiträge des Kolloquiums in Greifswald und Peenemünde am 2.–4. Oktober 2002. Steiner, Stuttgart 2004,  (ISBN 3-515-08282-4).
- mit Jürgen Elvert, Birgit Aschmann, Jens Hohensee: Geschichtsbilder (= Historische Mitteilungen der Ranke-Gesellschaft. Beiheft 47). Festschrift für Michael Salewski zum 65. Geburtstag. Steiner, Stuttgart 2003,  (ISBN 3-515-08252-2).
- „Freier Gebrauch der Kräfte“. Eine Bestandsaufnahme der Hardenbergforschung. Oldenbourg, München 2001,  (ISBN 3-486-56631-8).